# C. Blankenberg-van Delden
Catharina Blankenberg-van Delden (Nederlands-Indië, 23 maart 1906 – Bergen op Zoom, 1994) was een Nederlandse egyptologe.

## Leven en werk
Catharina van Delden groeide op in Nederlands-Indië; voor de Tweede Wereldoorlog woonde ze in Yogyakarta. In 1946 of 1947 trouwde ze met Johan Willem Blankenberg (geboren 26 juli 1907 te Muntok). In juli 1947 werd ze gerepatrieerd van Batavia naar Nederland op de M.S. Kota Baroe. Haar echtgenoot stierf op 14 november 1949 in Tegalgandu (Java) bij een aanval op de plaats waar hij werkte.
Blankenberg-Van Delden studeerde egyptologie in Leiden bij Adolf Klasens vanaf 1963. In 1969 publiceerde zij haar baanbrekende studie naar de gedenkscarabeeën van Amenhotep III. Het boek omvatte een overzicht van alle toen bekende exemplaren inclusief foto's of lijntekeningen, plus transcriptie en vertaling van de teksten op de scarabeeën. 
De indeling van Blankenberg-Van Delden wordt nog altijd gehanteerd: de letters A t/m F voor de verschillende categorieën plus een volgnummer. Dit systeem laat het toevoegen van nieuwe vondsten toe met doorlopende nummering. De categorieën zijn op basis van de tekst op de "buik" van de scarabee:
A. ‘Marriage’ Scarabs (‘huwelijks’-scarabeeën, tekst over koningin Teje en haar ouders)
B. Wild Bull-Hunt Scarabs (stierenjacht, regeringsjaar 2)
C. Lion-Hunt Scarabs (leeuwenjacht, regeringsjaren 1-10)
D. Gilukhepa Scarabs (huwelijk met de Mitanni-prinses Giluchepa, regeringsjaar 10)
E. Lake Scarabs (aanleg van een meer voor koningin Teje, regeringsjaar 11)
F. Forgeries (vervalsingen)
LS Lost Scarabs (exemplaren die ooit bestonden, maar verloren zijn gegaan)
In 1976 en 1977 publiceerde Blankenberg-Van Delden aanvullingen; het materiaal dat zij daarna verzamelde droeg ze over aan R.J. Demarée die het in 2011 publiceerde.

## Publicaties
- ‘Gedenkscarabeeën van Amenhotep III in het Rijksmuseum van Oudheden te Leiden’. Oudheidkundige mededelingen uit het Rijksmuseum van Oudheden 42 (1961), 7-12.
- The large commemorative scarabs of Amenhotep III. Documenta et Monumenta Orientis Antiqui, Vol. 15. Leiden: E.J. Brill, 1969. ISBN 978-90-04-00474-0.
- ‘De grote gedenkscarabeeën van Amenhotep III -1-’. De Ibis: [oude serie] 1 (4) (1970), 77-81.
- ‘De grote gedenkscarabeeën van Amenhotep III -2-’. De Ibis: [oude serie] 1 (5) (1970), 109-114.
- ‘De grote gedenkscarabeeën van Amenhotep III -3-’. De Ibis: [oude serie] 1 (6) (1970), 124-127.
- ‘More large commemorative scarabs of Amenophis III’. Journal of Egyptian Archaeology 62 (1976), 74-80, pls. XII-XIII.
- ‘Once again some more commemorative scarabs of Amenophis III’. Journal of Egyptian Archaeology 63 (1977), 83-87, pls. XIII-XIV.
- ‘Ahmes Merytamon and Ahhotep I, consort of Senakhtenre Tao I?’ Göttinger Miszellen 47 (1981), 15-19.
- ‘Additional remarks on Queen Ahhotep, consort of Senakhtenre Tao I?’ Göttinger Miszellen 49 (1981), 17-18.
- ‘Some observations on Amarna themes’. Oudheidkundige mededelingen uit het Rijksmuseum van Oudheden 62 (1981), 1-6.
- ‘A genealogical reconstruction of the kings and queens of the late 17th and early 18th dynasties’. Göttinger Miszellen 54 (1982), 31-45.
- ‘Kamosis’. Göttinger Miszellen 60 (1982), 7-8.
- ‘Queen Ahmes Merytamon’. Göttinger Miszellen 61 (1983), 13-16.
- ‘Ahmes Satamon’. Göttinger Miszellen 68 (1983), 37-41.
- ‘Ahmes Satamon once again’. Journal of Egyptian Archaeology 72 (1986), 192-193.
- R.J. Demarée, ‘The Commemorative Scarabs of Amenophis III: An Update’, Jaarbericht Ex Oriente Lux 43 (2011), 25-34.

- Bibliothèque nationale de France: cb35240001k (data)
- International Standard Name Identifier: 0000 0003 8985 3968
- Nederlandse Thesaurus van Auteursnamen: 07482208X
- Système universitaire de documentation: 169983641
- Virtual International Authority File: 283368968
- WorldCat: E39PBJm9869FmTbtvGGQxDfTHC